# Cono de luz
Un cono de luz es una representación del espacio-tiempo con arreglo a la teoría de la relatividad especial. Según dicha teoría, el cono de luz es un modelo útil para describir la evolución en el tiempo de un haz luminoso en el espacio-tiempo de Minkowski. El fenómeno real cuadridimensional (tres dimensiones espaciales más la dimensión temporal) puede visualizarse a través de un gráfico tridimensional: en los dos ejes horizontales figuran dos de las dimensiones espaciales, y en el eje vertical la dimensión temporal.
El cono de luz sirve asimismo como representación del principio de causalidad, que enlaza entre sí causa y efecto de los fenómenos.

Conos de luz futuro y pasado de un evento cualquiera.

## Representación
El cono de luz se diseña del siguiente modo: tomando como evento p un haz luminoso (o pulso de luz) en un tiempo 0 (el punto convergente de los ejes del gráfico), todos los acontecimientos que dicho pulso es capaz de alcanzar desde el punto p forman el cono de luz futuro de p, mientras que aquellos eventos capaces de enviar un pulso de luz hasta p forman el cono de luz pasado de p. El vértice de dicho cono, a efectos de representación, es de 45 grados.
Dado un evento cualquiera E, el cono de luz clasifica todos los eventos espacio-temporales en cinco categorías distintas:
- Eventos en el cono de luz futuro de E, a los que puede alcanzar la luz desde E.
- Eventos en el cono de luz pasado de E, desde los cuales la luz pudo haber llegado a E.
- Eventos dentro del cono de luz futuro de E que están afectados por una partícula material emitida “desde” E.
- Eventos dentro del cono de luz pasado de E que pueden haber emitido una partícula material y afectar a lo que ocurre en E.
- Todos los demás eventos que se encuentran en “cualquier otro sitio”, más allá de los conos de E, y que nunca afectarán ni podrán ser afectados causalmente por lo que suceda en E.

## Explicación
Si el espacio se mide en segundos-luz y el tiempo en segundos, el cono, como puede verse, tendrá una abertura de 45°, ya que, en el vacío, la luz viaja a una velocidad de un segundo-luz por segundo, expandiéndose concéntricamente de esa forma. Dado que la relatividad especial requiere que la velocidad de la luz sea igual en todo marco de referencia en reposo, todos los observadores deben observar el mismo ángulo de 45 grados a causa de sus propios conos de luz. Todo esto está demostrado en la transformación de Lorentz.
“Cualquier otro sitio”, que es una parte integrante de los conos de luz, es la región del espacio-tiempo que queda fuera de los conos de luz de un evento dado (un punto en el espacio-tiempo). Los eventos que están en cualquier otra parte, alejados unos de otros, son mutuamente inobservables, y no pueden ser conectados causalmente.
El cono de luz futuro englobaría todos los "efectos" posibles de un evento dado, mientras que el cono de luz pasado englobaría todas las "causas" posibles de dicho evento. Dicho de otro modo, todo aquello que percibimos se halla contenido en nuestro particular cono de luz pasado, mientras que todo aquello sobre lo que podríamos influir se encuentra contenido en nuestro cono de luz futuro.

## Los conos de luz en relatividad general
En la relatividad general, el cono de luz futuro corresponde a la frontera del futuro causal de un punto, y el cono de luz pasado a la frontera del pasado causal.
En un espacio-tiempo curvo, los conos de luz pasado y futuro pueden "inclinarse" de manera que no queden "paralelos" entre sí (incluso en regiones de vacío donde la materia esté ausente). Esto refleja el hecho de que el espacio-tiempo se encuentra curvado y es esencialmente diferente del espacio de Minkowski.